# Keine Chance – Die Stermann gegen Grissemann Show
Keine Chance – Die Stermann gegen Grissemann Show war eine von neulandfilm & medien GmbH im Auftrag des Österreichischen Rundfunk produzierte Fernsehshow, die das Konzept einer Spielshow auf satirische Weise umsetzt.
Die Show wurde wegen der schlechten Einschaltquoten der ersten Folge abgesetzt.

## Sendungsprinzip
Das Prinzip der Fernsehsendung Keine Chance – Die Stermann gegen Grissemann Show besteht darin, zwei völlig konträre Teams in unterschiedlichen Disziplinen gegeneinander antreten zu lassen, um abschließend, mit Hilfe des Einsatzes der Moderatoren, einen Sieger zu küren. Der Stil der Show ist dabei stets sarkastisch, wobei Elemente bekannter Fernsehshows parodiert werden. Die Wahl der Kandidaten für die beiden Teams wird so getroffen, dass Gegensätze entstehen, wodurch von Beginn an eine „unfaire“ Kandidatenpaarung entsteht, was den satirischen Charakter der Sendung untermalen soll (z. B. Team Ärzte gegen Team Kranke oder Team Polizisten gegen Team Asylwerber).

## Sendungsverlauf
Zu Beginn der Sendung werden vom Moderatorenduo Stermann & Grissemann zwei Kandidatenteams mit je drei Kandidaten vorgestellt, wobei je ein Moderator die Kandidaten eines Teams vorstellt, welches er im Verlauf der Sendung auch unterstützt. Anschließend werden sieben Spielrunden ausgetragen, wobei die beiden Teams unterschiedliche Aufgaben aus unterschiedlichen Bereichen, wie beispielsweise Geschicklichkeit oder Wissen, lösen müssen. Jenes Team, welches die Aufgabe schneller oder besser löst, bekommt Punkte, deren Höhe abhängig von der Spielrunde ist. Der Moderator des jeweiligen anderen Teams wird aufgrund des Misserfolges bestraft oder gedemütigt.
Nach der siebenten Spielrunde treten in einem finalen Spiel die beiden Moderatoren gegeneinander an, wobei jener Moderator, dessen Team aufgrund der bisherigen Spielrunden mehr Punkte erspielt hat, mit einem Punkteabhängigen Vorteil startet. Das Team, dessen Moderator das finale Spiel gewinnt, erhält ein Preisgeld von 1.000.000 Cent.

## Parodien
- Der Titel der Sendung „Keine Chance“ ist eine Anspielung auf die Sendung Die große Chance.
- Der Gewinn von einer Million Cent ist eine Anspielung auf Die Millionenshow.
- Das Endspiel der ersten Folge „Zwirnzittern in Liechtenstein“ soll politische Korruptionsaffären widerspiegeln.
- Die Spiele der Sendung parodieren den Inhalt der Shows Schlag den Raab und Joko gegen Klaas.